# 田原弘一
田原 弘一（たはら ひろかず）は、日本の宇宙工学者。大阪工業大学工学部機械工学科元教授。工学博士（大阪大学）。ドリームサテライトプロジェクト技術顧問。関西宇宙イニシアティブ評議員。
専門は、宇宙工学・宇宙開発、宇宙推進ロケット工学 （特に電気推進ロケット）、小型人工衛星、宇宙環境・宇宙ゴミ処理。
主な所属学会は、日本航空宇宙学会、アメリカ航空宇宙学会(AIAA)、電気学会、プラズマ・核融合学会、日本溶射協会など。

## 略歴
1983年大阪大学基礎工学部機械工学科卒業。1988年同大学院基礎工学研究科物理系専攻機械工学分野博士課程修了、工学博士（大阪大学）。1992年大阪大学基礎工学部助手、1994年同学部助教授。2000年マサチューセッツ工科大学(MIT)航空宇宙学科客員助教授を経て、2007年より大阪工業大学工学部機械工学科教授。2008年から2010年まで宇宙航空研究開発機構(JAXA)宇宙科学研究所(ISAS)客員教授も兼務。2020年大阪工業大学退官。退官後は、大阪産業大学教授を務める。
2012年9月9日、監督した大阪工業大学人工衛星プロジェクトにおいて、特に宇宙推進工学研究室の学生が中心となって開発した電気推進ロケットエンジン搭載超小型衛星プロイテレス がインド宇宙研究機関（ISRO）サティシュ・ダワン宇宙センター（SDSC）よりPSLVロケットC21号機を用いて地球周回軌道に投入され、この打ち上げに成功し、世界のマスメディアに取り上げられた。日本の理工系大学による本格的な宇宙開発の幕開けとして称賛された。
その後、プロイテレス1号機の開発技術や経験を活かした実用衛星（プロイテレス2号機、4号機）・月探査機（プロイテレス3号機）の開発、地球人類の太陽系惑星間航行及び太陽系脱出計画等の立案を行っている。
担当した大阪工業大学宇宙推進工学研究室は、多くの大型スペースチャンバー（宇宙の真空状態を地上で模擬する装置）、大容量高真空ポンプシステム、電気ロケット噴射設備、クリーンルームなどを保有し、国内有数の宇宙工学研究室であった。宇宙航空研究開発機構（JAXA）や宇宙関連民間企業との共同研究が活発であり、所属卒業生からJAXAで活躍しているものもいる。海外の大学（マサチューセッツ工科大学、デルフト工科大学など）との共同研究、交流も盛んで、積極的な国際会議での発表（AIAA Propulsion and Energy Forum and Exposition 2016-USA, The 35th International Electric Propulsion Conference at Georgia Institute of Technology, Space Propulsion 2016-Europeなど)も行っている

。
また、「関西発の宇宙ロケット開発」の啓蒙のため、積極的にメディア・イベントに出演し（毎日放送『ロンブー淳の居座り。?大阪工業大学編?』、イノベーション・ジャパン2018など）大阪工業大学の宇宙機械工学のプレゼンス向上に貢献した。